# Руденко, Мария Авксентьевна
Мария Авксентьевна Руденко (укр. Марія Авксентіївна Руденко; 1915, Слобода-Ярышевская, Могилёв-Подольский район — 2003, Слобода-Ярышевская, Винницкая область) — украинская и советская фольклористка, этнограф, краевед, педагог, поэтесса, художница, Заслуженный работник культуры УССР. Мастер декоративной народной живописи и вырезки.

## Биография
Из крестьян. В 1930-х годах окончила Тульчинскую педагогическую школу (ныне Винницкий государственный педагогический университет). Учительствовала, активно занималась фольклорно-этнографическим изучением родного края.
Передала в Институт искусствоведения, фольклористики и этнографии АН Украины записи свыше 1000 народных песен, столько же пословиц и загадок, 200 сказок и легенд, около 200 поверий, немало народных примет, причитаний, небылиц и др. Часть её фольклорных собраний вошла в книги «Игры и песни», «Колядки и щедривки», «Свадьба», «Народные рассказы». Собрала большую коллекцию образцов народной вышивки.
Занималась популяризацией народных традиций и истории края в периодике.
Основатель и художественный руководитель (на протяжении 33 лет) фольклорно-этнографического ансамбля «Горлица».

## Память
- В 2003 году создан Могилёв-Подольский музей этнографии и народного творчества имени Марии Руденко.